# Congreso Judío Europeo
El Congreso Judío Europeo (en inglés: European Jewish Congress ) fue fundado en el año 1986 como una federación paneuropea de las comunidades y organizaciones judías. Es el único órgano elegido democráticamente, representante de las comunidades judías de toda Europa, y trabaja en estrecha colaboración con la organización del Congreso Judío Mundial. El objetivo principal del Congreso Judío Europeo es actuar como "el brazo diplomático del pueblo judío." La membresía en el Congreso Judío Europeo está abierta a todas las comunidades judías de Europa, independientemente de las diferencias sociales, políticas y económicas, del Estado, del grupo, o de la comunidad. La sede del Congreso Judío Europeo, está en París, Francia, y la organización mantiene oficinas internacionales en Bruselas (Bélgica), Estrasburgo (Francia), Berlín (Alemania) y en Budapest (Hungría). Mantiene contactos con los gobiernos nacionales de Europa, con el Consejo de Europa, y con las instituciones de la Unión Europea.